# Museo della storia militare di Budapest
Il Museo della storia militare di Budapest (in ungherese Hadtörténeti Intézet és Múzeum) è situato in un'ala delle Caserme Palatine. Ospita un'ampia collezione di oggetti militari legati ai disordini e alle guerre che hanno coinvolto la città a partire dal periodo precedente all'occupazione del turchi sino alla storia più recente del XX secolo.
Uniformi, bandiere, armi e munizioni offrono un panorama della storia militare della città. Nella sezione della Rivoluzione del 1956, alcune fotografie illustrano i tredici giorni di dimostrazioni terminati con l'invasione sovietica e migliaia di morti.